# John T. Thompson
John Taliaferro Thompson (ur. 31 grudnia 1860 w Newport, zm. 21 czerwca 1940 w Great Neck) – amerykański oficer i konstruktor broni strzeleckiej. 

## Życiorys
Ukończył studia w Akademii Wojskowej Stanów Zjednoczonych w West Point w stopniu podporucznika artylerii. Po 14 latach służby, objął w 1896 stanowisko instruktora uzbrojenia w West Point.
W czasie trwania wojny hiszpańsko-amerykańskiej w 1898 odpowiadał za zaopatrzenie Korpusu Ekspedycyjnego. Następnie otrzymał stanowisko szefa uzbrojenia wojsk Stanów Zjednoczonych, które stacjonowały na Kubie. Powrócił do kraju, gdzie pełnił funkcję eksperta od broni strzeleckiej arsenałów w Springfield i Rock Island i przyczynił się do wprowadzenia do uzbrojenia karabinu Springfield wz. 1903 oraz amunicji pistoletowej kalibru 0,45 cala (11,43 mm). W październiku 1914 przeszedł w stan spoczynku w stopniu pułkownika i został konsultantem w firmie Remington Arms.
W sierpniu 1916 rozpoczął pracę w nowo powołanym towarzystwie Auto-Ordnance Corporation razem z Theodore’em Eickhoffem, Oscarem V. Payne’em, George’em E. Gollem i Johnem B. Blishem nad bronią automatyczną z zamkiem półswobodnym, wykorzystującym efekt Blisha. Powstał szereg konstrukcji, głównie pistoletów maszynowych Thompson kalibru 11,43 mm. W 1917 w związku z przystąpieniem Stanów Zjednoczonych do I wojny światowej powrócił do służby wojskowej i będąc dyrektorem zbrojowni kierował działalnością przedsiębiorstw państwowych oraz prywatnych, które zaopatrywały armię amerykańską w sprzęt i uzbrojenie. W 1918 został mianowany generałem brygady.